# Picos (Cabo Verde)
Picos (em Crioulo cabo-verdiano: Pikus) é uma vila do concelho de São Salvador do Mundo na centro da ilha do Santiago, em Cabo Verde. Localiza-se 23 km a noroeste do capital, Praia.
Em 14 de fevereiro de 1834, governador colonial português Manuel António Martins decidado-se movar de residente de sede colonial temporal ver Picos..

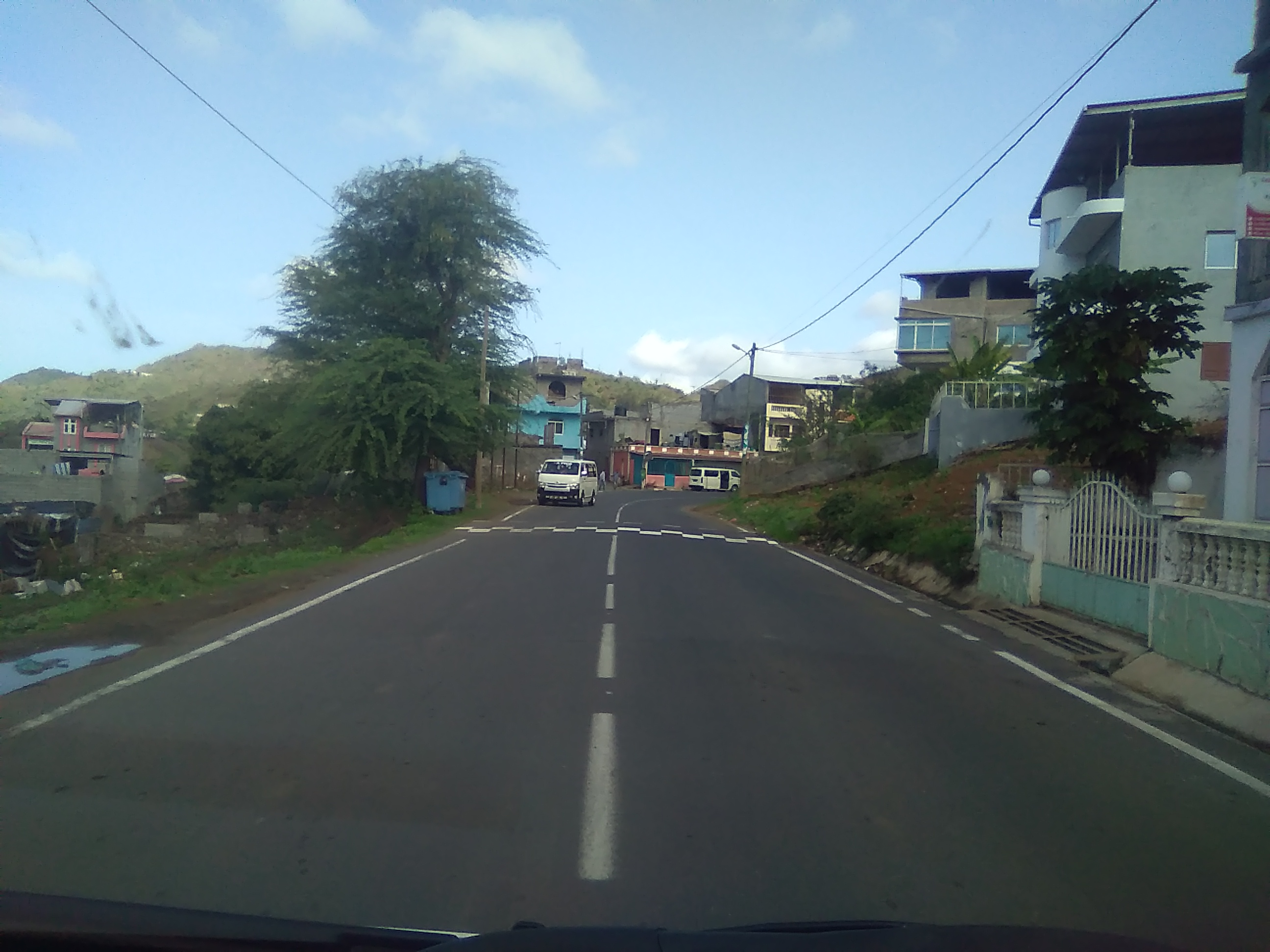
Vila de Achada Igreja

## População
- 1991 (Censo): 3 414
- 2005 (Dados): 3 771
- 2010 (Censo): 985

## Vilas próximas ou limítrofes
- Pedra Badejo, este
- João Varela, sul
- Assomada, noroeste